# Turgon (Charente)
Turgon is een gemeente in het Franse departement Charente (regio Nouvelle-Aquitaine) en telt 93 inwoners (2009). De plaats maakt deel uit van het arrondissement Confolens.

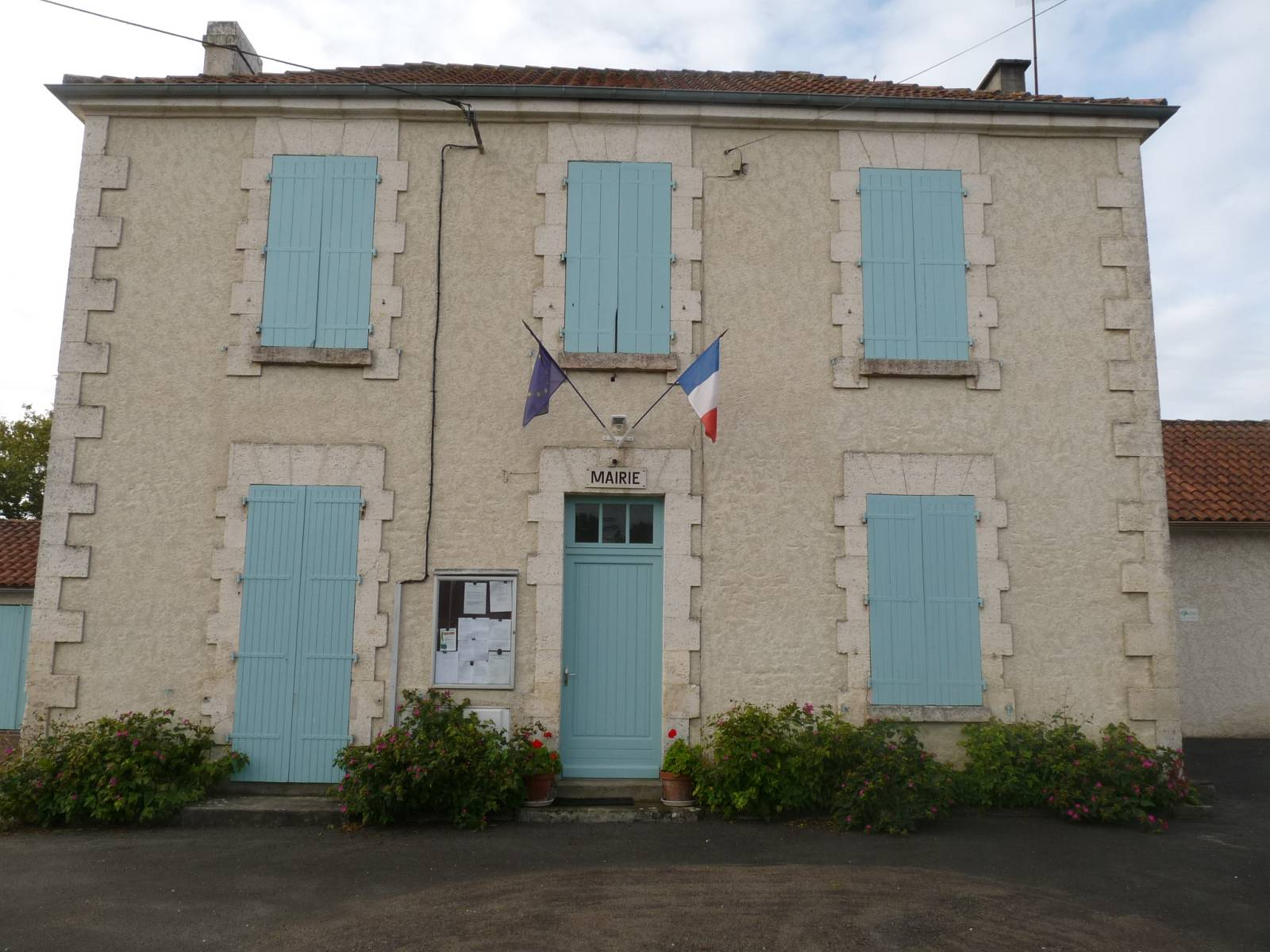
Gemeentehuis
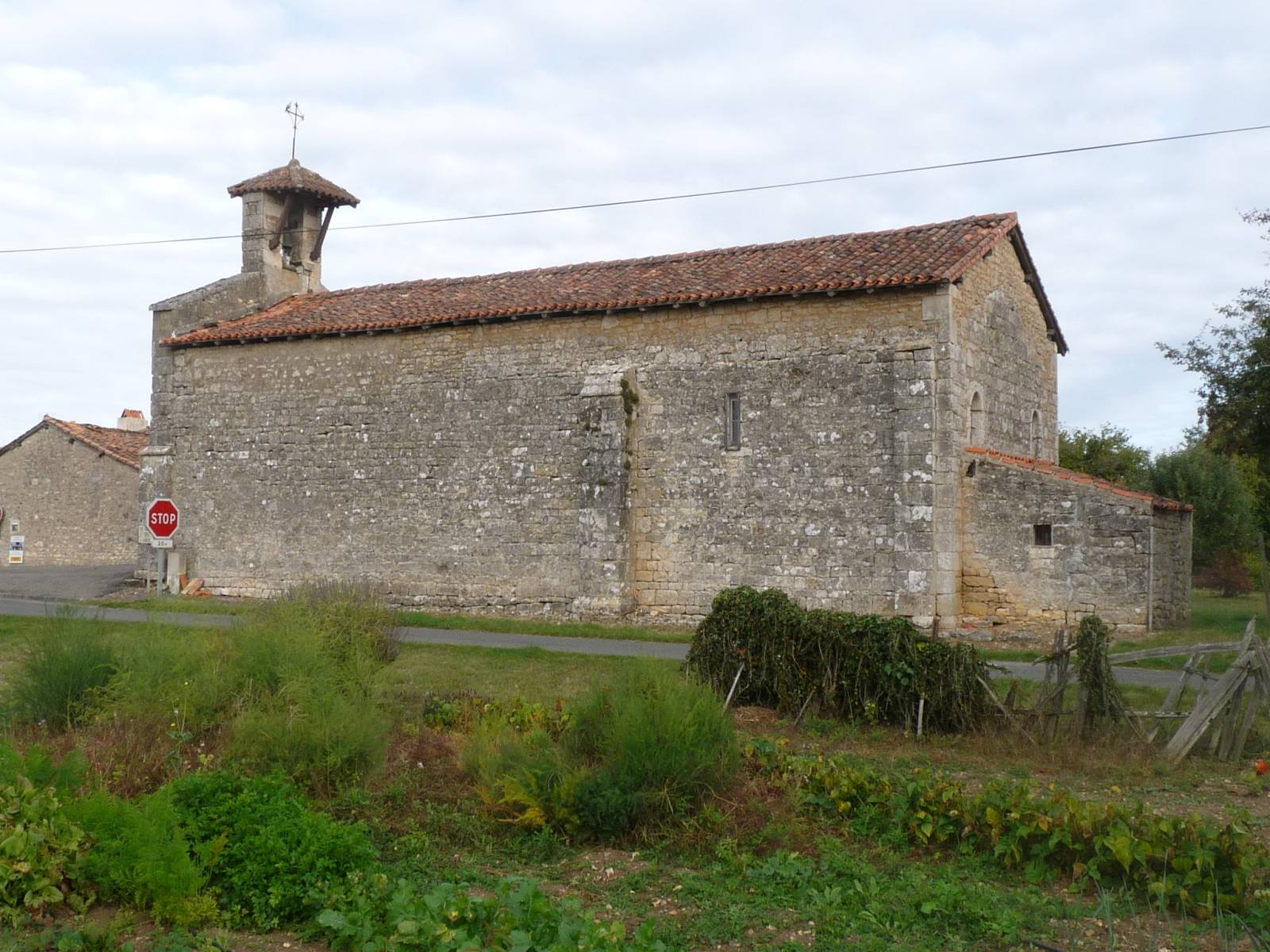
Kerk van Turgon

## Geografie
De oppervlakte van Turgon bedraagt 7,3 km², de bevolkingsdichtheid is dus 12,7 inwoners per km².
De onderstaande kaart toont de ligging van Turgon (Charente) met de belangrijkste infrastructuur en aangrenzende gemeenten.

## Demografie
Onderstaande figuur toont het verloop van het inwonertal (bron: INSEE-tellingen).